# ミヒャエル・メンドル
ミヒャエル・メンドル（Michael Mendl, 1944年4月20日 - ）は、ドイツ出身の俳優である。

## 出演作品

### 映画
- 14日（1997年） - ヴィクトル
- バースト・シティ（1997年）
- ミス・ダイヤモンド（1999年）
- 9000マイルの約束（2001年） - ドクター・シュタウファー
- ホロコースト -アドルフ・ヒトラーの洗礼-（2002年） - モンシニョール
- マザー・テレサ（2003年） - ヴァン・エクセム神父
- ヒトラー 〜最期の12日間〜（2004年） - ヘルムート・ヴァイトリンク
- エンド・オブ・ワールド（2007年）
- シップ・オブ・ノーリターン 〜グストロフ号の悲劇〜（2008年）
- 2048（2008年）
- 愛を読むひと（2008年） - マイケルの父
- 命をつなぐバイオリン（2011年） - アーロン・カプラン
- リリーと空飛ぶドラゴン Episode2:魔法の国マンドランと消えた王様（2011年） - ナンディ